# منتخب سويسرا تحت 17 سنة لكرة القدم
منتخب سويسرا تحت 17 سنة لكرة القدم هو ممثل سويسرا الرسمي في المنافسات الدولية في كرة القدم في فئة كرة قدم تحت 17 سنة للرجال، يديريه اتحاد سويسرا لكرة القدم.